# Visconde de Mauá
Visconde de Mauá, portugiesisch Região de Visconde de Mauá (RVM), ist eine Region, die zu den beiden brasilianischen Bundesstaaten Rio de Janeiro und Minas Gerais gehört. Sie liegt im ältesten Nationalpark Brasiliens, dem Nationalpark Itatiaia des Gebirgszugs Serra da Mantiqueira. Politisch untersteht sie den riograndenser Städten Resende und Itatiaia sowie in Minas Gerais Bocaina de Minas. Der Fluss Rio Preto ist die Grenze zwischen den Bundesstaaten.
Hauptorte sind die Dörfer Vila Visconde de Mauá – ältester Ort –, Vila de Maringá und Vila de Maromba. Der Touristenort Vila Visconde de Mauá, ebenfalls nur Visconde de Mauá genannt, ist Bezirkssitz des Distrito de Visconde de Mauá, dem vierten Bezirk von Resende. Erst 1988 wurde Itatiaia im westlichen Teil der Region aus Resende als selbständige Stadt ausgegliedert. Zugehörig sind die Täler Vale das Cruzes, Vale do Alcantilado, Vale do Pavão und Vale da Grama.
Haupterwerbszweig ist der Tourismus mit vielen Restaurants, Pensionen und Ferienhäusern. Besucher werden durch die vielen Wasserfälle und Wandermöglichkeiten angelockt. Neben eigenen oder geführten Wanderungen bestehen auch diverse Möglichkeiten, die Umgebung auf dem Pferd zu erkunden.

## Geschichte
Der Name Visconde de Mauá geht auf den Baron (Visconde) Irineu Evangelista de Sousa zurück, der im Jahr 1870 Land als Konzession für die Forstwirtschaft erhielt. In den darauf folgenden Jahren gab es recht erfolglose Versuche, europäische Einwanderer hier anzusiedeln, von 1908 bis 1916 bestand das Kolonisationsprojekt Núcleo Colonial Visconde de Mauá. Nur einige, hauptsächlich deutsche Einwanderer, blieben dauerhaft und initiierten ab 1930 den Tourismus. In den 1970er Jahren war es ein beliebtes Ziel für Hippies, insbesondere Maromba, und ab 1980 wurde es zu einem der bevorzugten Berggebiete für Touristen aus São Paulo und Rio de Janeiro.

## Klima

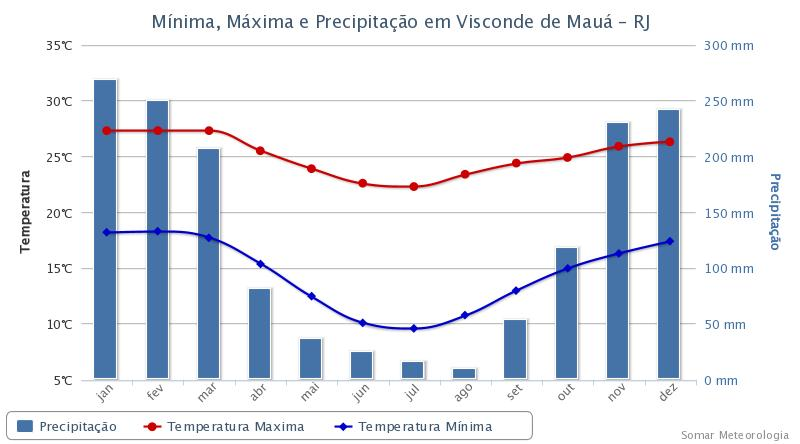
Klimadiagramm

Visconde de Mauá hat tropisches Höhenklima nach Köppen-Geiger Cwb. In den südlichen Wintermonaten Juni bis August liegen die Temperaturen bei −2 bis 13 °C, im Sommer bei 8 bis 27 °C mit abendlichen Regenschauern.

## Veranstaltungen
- Mai: Festa do Pinhão e Concurso Gastronômico[3]
- Juni: Festa de São João
- September: Temporada da Truta (Forellen-Saison)

## Sehenswürdigkeiten
In den Tälern um Visconde de Mauá sind verschiedene Wasserfälle („cachoeiras“) zu bewundern:
- Cachoeira do Escorrega,[5] der „Rutschen-Wasserfall“ ist am bekanntesten, ein Wahrzeichen Mauás
- Cachoeira da Santa Clara[6]
- Cachoeira do Alcantilado[7]
- Cachoeira do Santuário[8]
- Cachoeira do Véu da Noiva,[9] „Brautschleier“-Wasserfall
- Cachoeiras da Saudade[10]

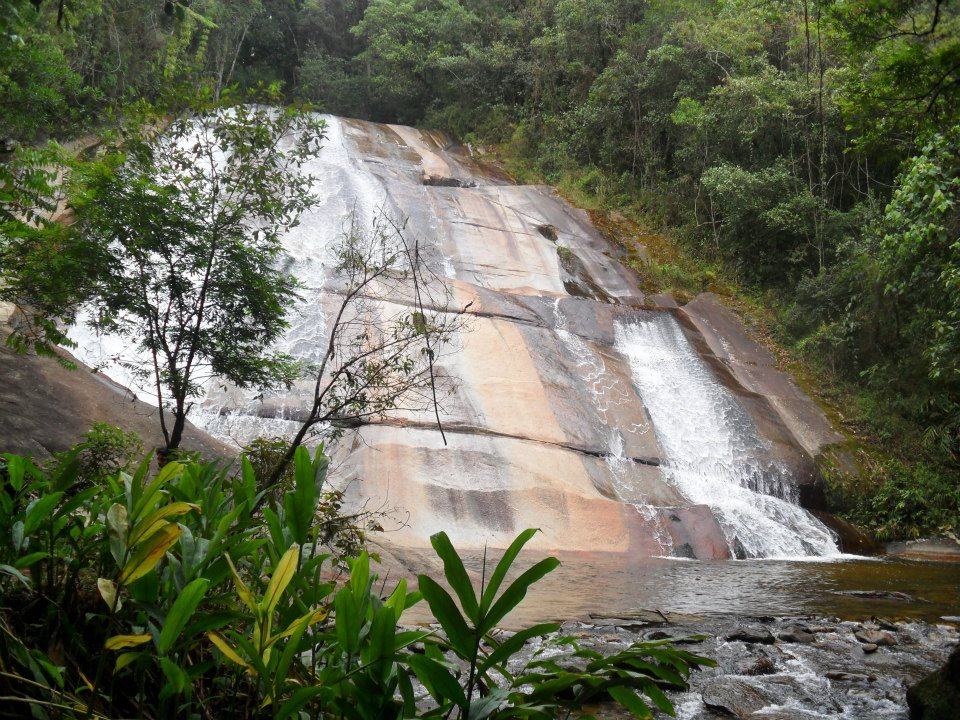
Santa-Clara-Wasserfall
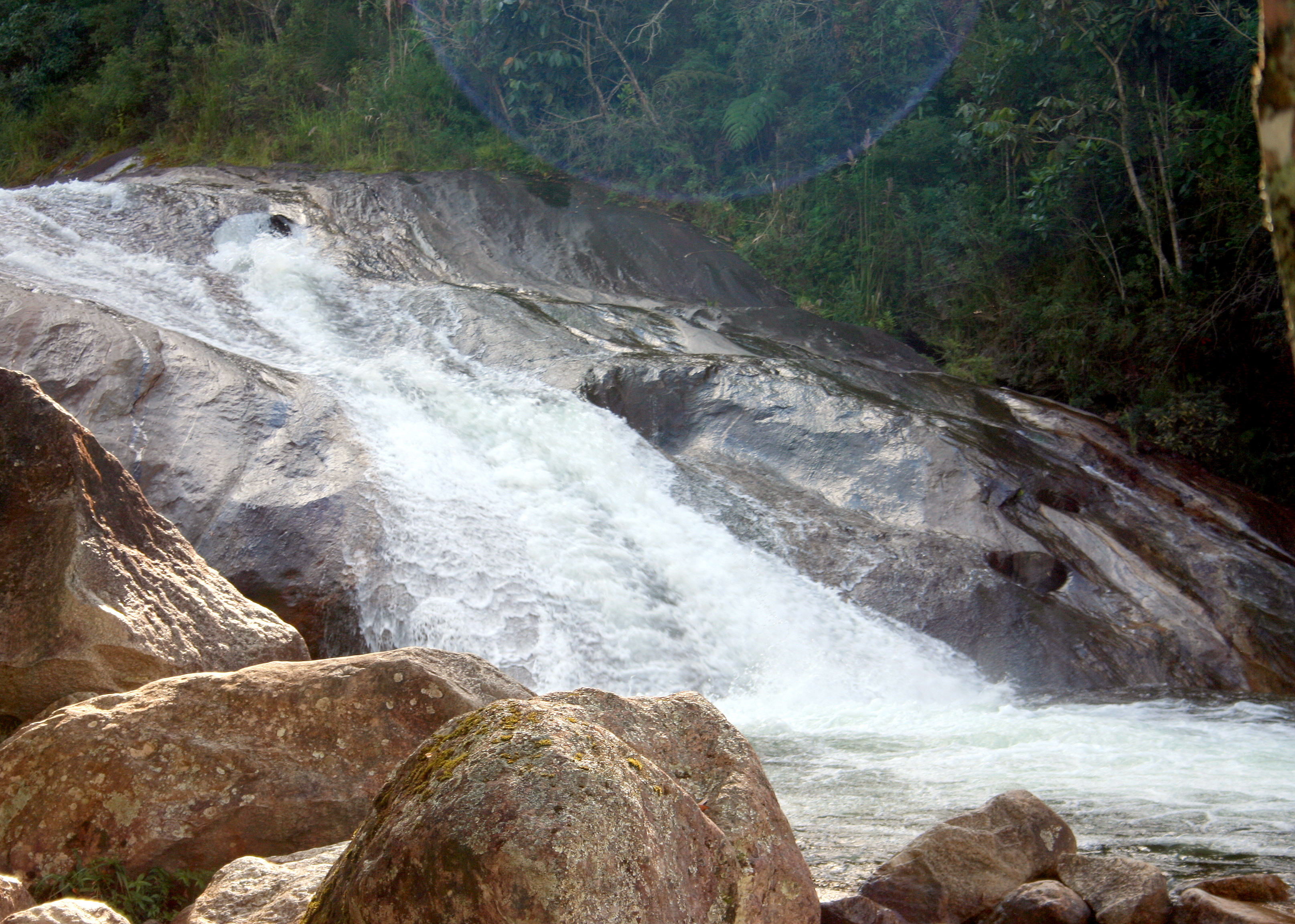
Rutschen-Wasserfall
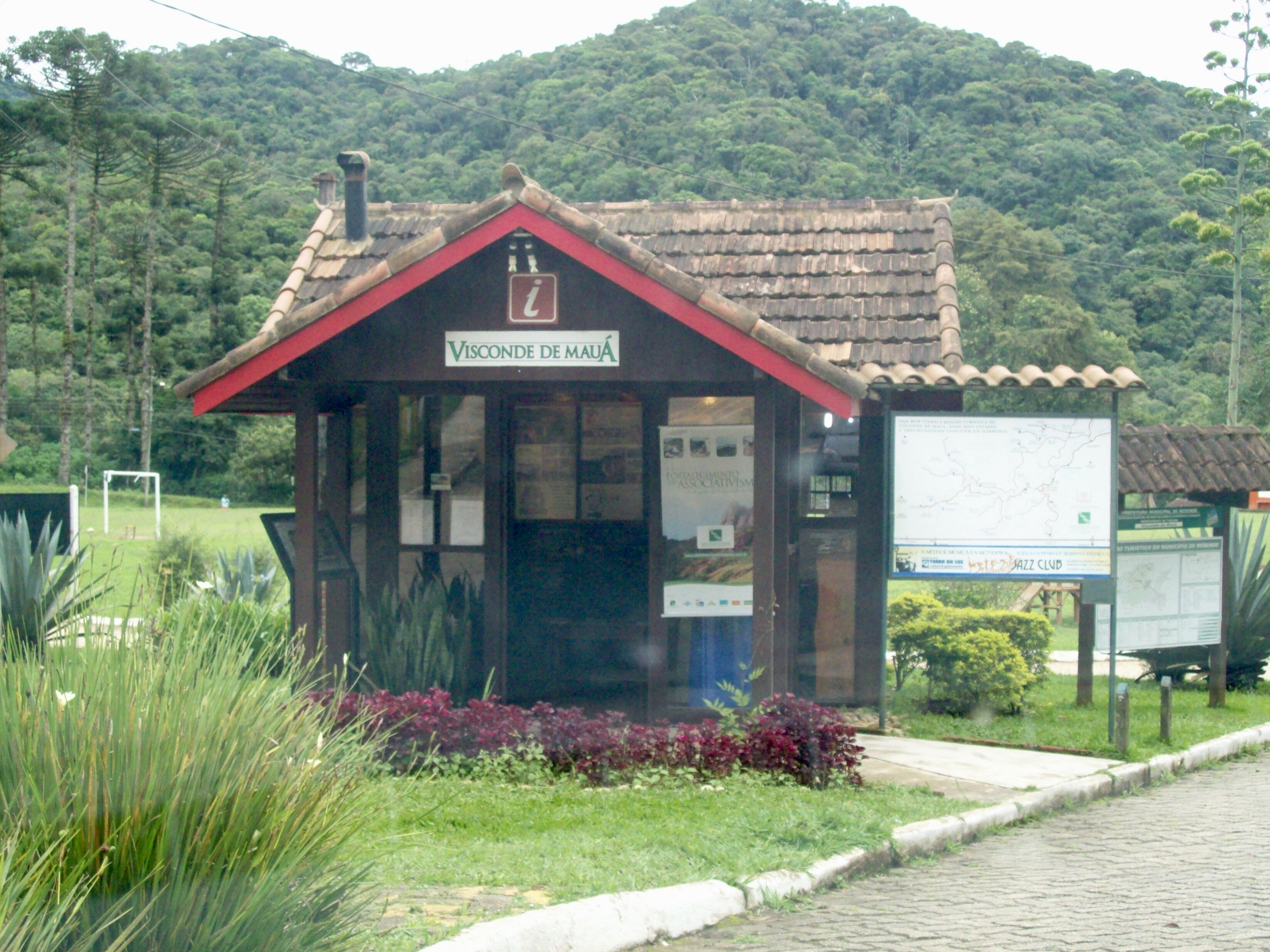
Stadteingang
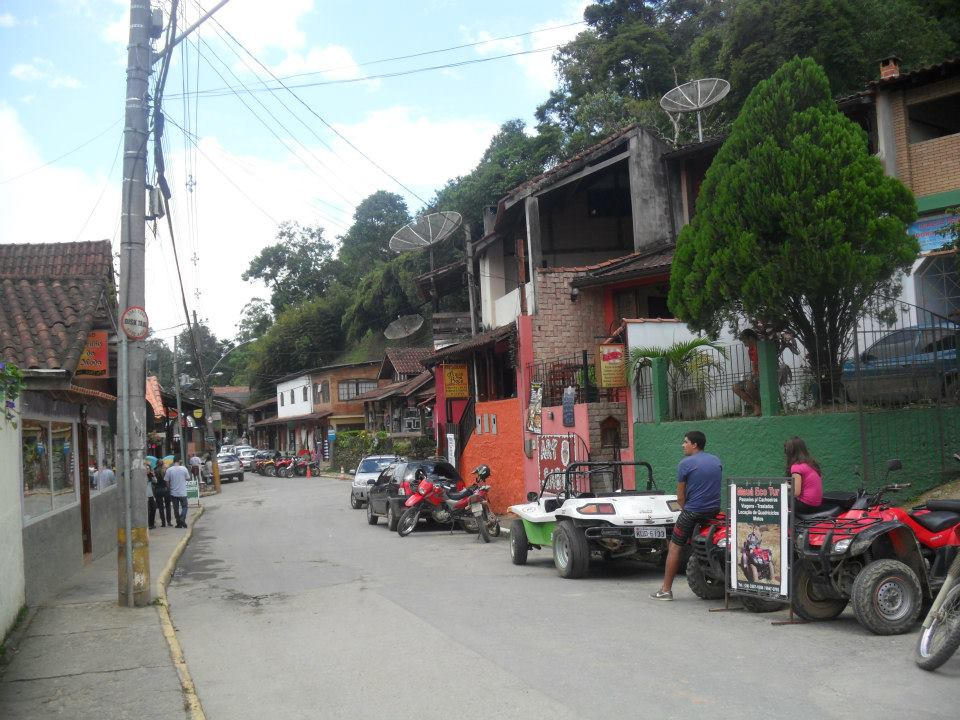
Vila Visconde de Mauá

Ein Ausflugsziel für Wanderungen ist der Pedra Selada mit ca. 1300 m Höhe, von dem man einen schönen Ausblick hat.

## Verkehrsanbindung
Die Entfernungen von dem Dorf Visconde de Mauá zu Maringá betragen 5,5 km, zu Maromba 8,5 km, zum Zentrum in Resende 36 km und zum nächstgelegenen Flughafen 39 km (Aeroporto de Resende, auch Aeroporto Agulhas Negras, IATA:QRZ; ICAO: SDRS). Die Rodovia Presidente Dutra verbindet die Region mit São Paulo und Rio de Janeiro.